# Giuseppe Maria del Carretto
Giuseppe Maria Maurizio del Carretto (Santa Giulia, 18 marzo 1679 – Novara, 8 febbraio 1759) è stato un politico e militare italiano, che tra il 1745 e il 1748 ricoprì la carica di Viceré di Sardegna sotto il regno di Carlo Emanuele III di Savoia. Si distinse per la dura lotta al banditismo che infestava l'isola..

## Biografia
Nacque a Santa Giulia, il 18 marzo 1679, settimo figlio e quinto maschio di Francesco Andrea, conte di Santa Giulia, e Anna Maddalena Incisa di Camerana. Arruolatosi nella Regia Armata Sarda scalò la carriera militare, partecipò alla Guerra di Successione di Spagna e divenne colonnello il 7 settembre 1713, in forza al Reggimento nazionale di Asti.
Nel 1717 sposò Giacinta del Carretto di Lesegno. Comandante di Alessandria (1732), fu promosso Brigadier generale nel 1733 e divenne Maresciallo di campo e Governatore di Tortona nel 1734. Tenente generale nel 1737, conte di Cortemiglia, di Gorrino e di Pescaglio (1741),  nel 1745 divenne generale di fanteria e fu nominato Viceré di Sardegna. Durante la guerra di successione austriaca mandò aiuti militari in Corsica a Domenico Rivarola, che si era ribellato al dominio della Repubblica di Genova. Durante gli anni da Viceré ingaggio una spietata lotta contro il banditismo che infestava l’isola, in particolare con la banda di Lorenzo Marceddu che terrorizzava le contrade del Logudoro, invero con scarso successo, e lasciò l’incarico nel 1748, sostituito da Emanuele Valguarnera. Governatore di Nizza a partire dal 1749, fu insignito del collare dell'Annunziata, e nel 1755 del titolo di conte di Santa Giulia. Assunse l’incarico di governatore di Novara all’inizio del 1759, ma si spense l’8 febbraio di quello stesso anno.

### Annotazioni
1. ↑  Figlia del marchese Girolamo, la coppia ebbe un figlio Giuseppe Luigi morto Torino, senza eredi, nel 1763

### Fonti
1. 1 2 3 4 5 6  Giancarlo Boeri, Aimaretti, La Guerra di Sardegna e di Sicilia 1717-1720 vol. 1: Gli Eserciti contrapposti, Soldiershop, Zanica, 2017.
2. ↑  Denina 1809, p. 288.
3. 1 2  Denina 1809, p. 285.
4. ↑  Manno 1835, p. 429.
5. ↑  Antonio Asunis, Elmas paese di Sardegna, Edizioni Logus Mondi interattivi, 2014.
6. ↑  Manno 1835, p. 430.
7. ↑  Manno 1835, p. 433.